# Antonin Mercié

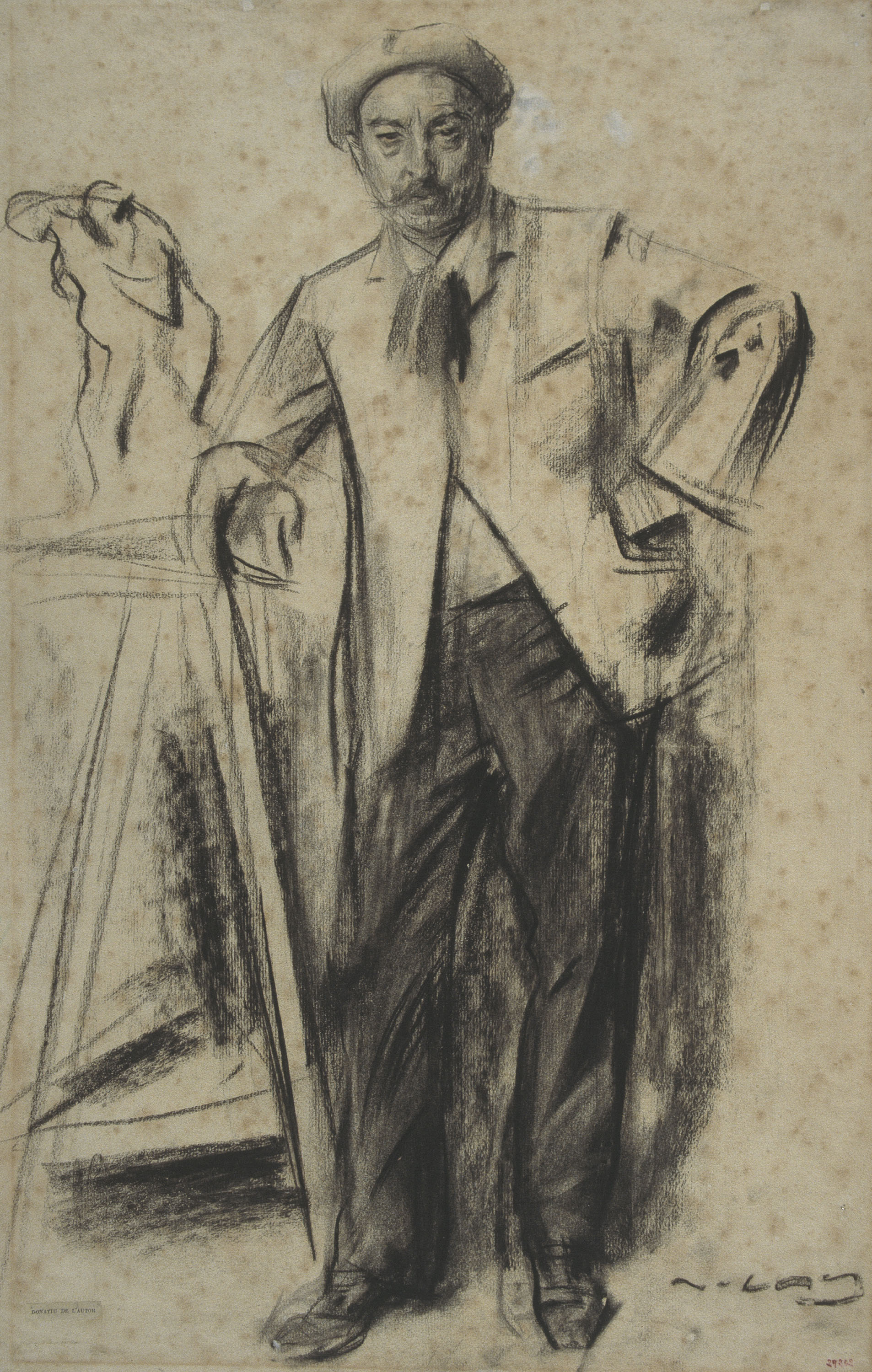
Antonin Mercié.

Marius Jean Antonin Mercié, född 30 oktober 1845 i Toulouse, död 3 mars 1921 i Paris, var en fransk skulptör.
Mercié, som var lärjunge till Jouffroy och Falguière, erhöll 1868 romerska priset och studerade därefter i Rom antiken och renässansens mästare. Han väckte uppmärksamhet med statyn David (Luxembourgmuseet) och bronsbysten Delila (båda 1872) och erhöll hedersmedaljen 1874 för den livfulla och kraftiga gruppen Gloria victis (i brons på Square Montholon), utförde sedan Konstens genius (relief över infarten till Louvren från kajen, 1877), Jules Michelets monument på Père-Lachaise och Aragos staty i Perpignan (båda 1879), Thiers (sittande staty i Saint-Germain-en-Laye, 1880), Judit (samma år), gruppen Quand même (1882, uppställd i Tuilerieträdgården, ett annat exemplar i Belfort), Rättvisan (grupp i sten, 1883, Hôtel de ville), Minnet (gravstaty, 1885, Luxembourgmuseet), Meissonier (sittande staty utanför Louvren, 1895), monument över Gounod (1903, i Parc Monceau), över Alfred de Musset (1904, uppställt utanför Théâtre français 1906), Coquelin i Scapins roll (staty i Pont-aux-dames, 1911). Dessutom flera gravbilder, statyer, statyetter och porträttbyster. Mercié hade även framgång som målare med Venus (1883, Luxembourgmuseet), Michelangelo studerar anatomi (1885) och Eva efter syndafallet (1905). 
I Glyptoteket i Köpenhamn finns några av hans verk i marmorexemplar (Minnet, statyn Opéra comique i en rokokosubretts gestalt, dubbelbysten Två unga flickor) och flera i gips. Mercié är representerad vid bland annat Göteborgs konstmuseum.
Han blev medlem av svenska konstakademien 1884, av Institutet 1891 och professor vid École des beaux-arts 1900.